# Czimer György
Komáromi Czimer György (Komárom, 1813 – Tata, 1889. január 13.) nyugalmazott huszárszázados.

## Élete
Czimer János fia volt. A gimnázium hat osztályát Tatán végezte. 1833-ban a piarista rendbe lépett és az újonc éveket Privigyén töltötte, hol rögtönzött alkalmi költeményeivel tünt fel. A noviciatus végeztével az 1835–1836. iskolai évben mint próbaéves tanár a rend mosonmagyaróvári gimnáziumában működött; a tanév leteltével a rendből kilépett. Rövid ideig nevelő volt a pozsony megyei Prileszky családnál. Később hajlamai a katonai pályára vonták; 1848-ban Barco ezredes mellett segédtiszt volt Galiciában. Egy csatározás alkalmával kapott fülbaj miatt 1852-ben nyugdíjazták. Egy ideig különféle helyen tartózkodott, míg végre 1854-től kezdve haláláig állandóan Tata-Tóvároson lakott, hol senkivel sem érintkezett.
Beutazta Közép- és Dél-Európa nagy részét és ez alkalommal nyelvismereteit gyarapította; bámulatos emlékező tehetsége volt, úgy hogy a latin klasszikusok közül egyes írókat könyv nélkül tudott elmondani. Barátaival sűrűn levelezett; ezek közé tartoztak Marinelli Ernő biboros, Rudigier linczi püspök, Prechtler Ottó s Grillparzer költők, Condé András, Scitovszky, Farkas Imre fehérvári püspök, pészaki Bajzáth György, Jallosics András, Szepesi Imre, Vass József, Ghyczy Kálmán, Rendek József, Majer István stb. A nyugalom éveiben visszavonultságában folyton írogatott, azonban túlságos szerénységből vagy különcködésből soha semmit sem hozott nyilvánosságra. A hatvanas évek elején egy művével akadémiai pályadíjat is nyert és hogy anonim voltát el ne árulja, a pályadíjat mással vétette föl.

## Művei
Munkái, melyeket latin, magyar és német nyelven irt, 30 kötetre terjednek és a következők: Kain áldozata, Zaránd és Aranka, regék (ifjúkori kisérletek), A lovaglást tárgyaló kérdések és feleletek, Az ezredek iskoláiban tanítandó haditudományok összeges előadása 1847. Latin versek (17 kötet), Militaria in tramite Mavortio collecta et iconibus genuinis poetico penicillo adrumbrata (10 rész). Levelezés (6 kötet), Panorama regni Hungariae a funesta clade Mohacsiensi usque ad tempora praesentia carmine heroico elucubratum (2 kötet; a mohácsi vészig terjedő részt, tiz kötetet, egyik tszttársa bosszúból elégette), Algebra poetica (2 kötet szövegrajzokkal), Biographia P. Virgilii Maronis metrice concinnata, Quintus Horatius Flaccus életrajza, Horatius nőalakjairól ethikai tanulmány, Sententiae diplomatico-politicae et morales (310), Deutsche Gedichte (füzetekben), Der Senner, romantische Ballade in 190 Sonetten, Varia fata civitatis Wels et Finis Poloniae, Vegyesek, ebben a többi közt: Joannes Manardus doctor med. aulicus Uladislai II., Cryptographa és Quadratum magicum (4 kötet).